# Porotrichum fasciculatum
Porotrichum fasciculatum là một loài Rêu trong họ Neckeraceae. Loài này được (Sw. ex Hedw.) Mitt. miêu tả khoa học đầu tiên năm 1869.